# Dzianis Zhyhadla
Dzianis Zhyhadla –en bielorruso, Дзяніс Жыгадла; transliteración rusa, Denis Zhigadlo– es un deportista bielorruso que compitió en piragüismo en la modalidad de aguas tranquilas. Ganó una medalla de plata en el Campeonato Mundial de Piragüismo de 2007, y una medalla de plata en el Campeonato Europeo de Piragüismo de 2007, ambas en la prueba de K4 500 m.

## Palmarés internacional
| Campeonato Mundial | Campeonato Mundial   | Campeonato Mundial | Campeonato Mundial |
| Año                | Lugar                | Medalla            | Competición        |
| ------------------ | -------------------- | ------------------ | ------------------ |
| 2007               | Duisburgo (Alemania) | Medalla de plata   | K4 500 m           |
| Campeonato Europeo |                      |                    |                    |
| Año                | Lugar                | Medalla            | Competición        |
| 2007               | Pontevedra (España)  | Medalla de plata   | K4 500 m           |